# Parc des expositions et des congrès de Saint-Denis

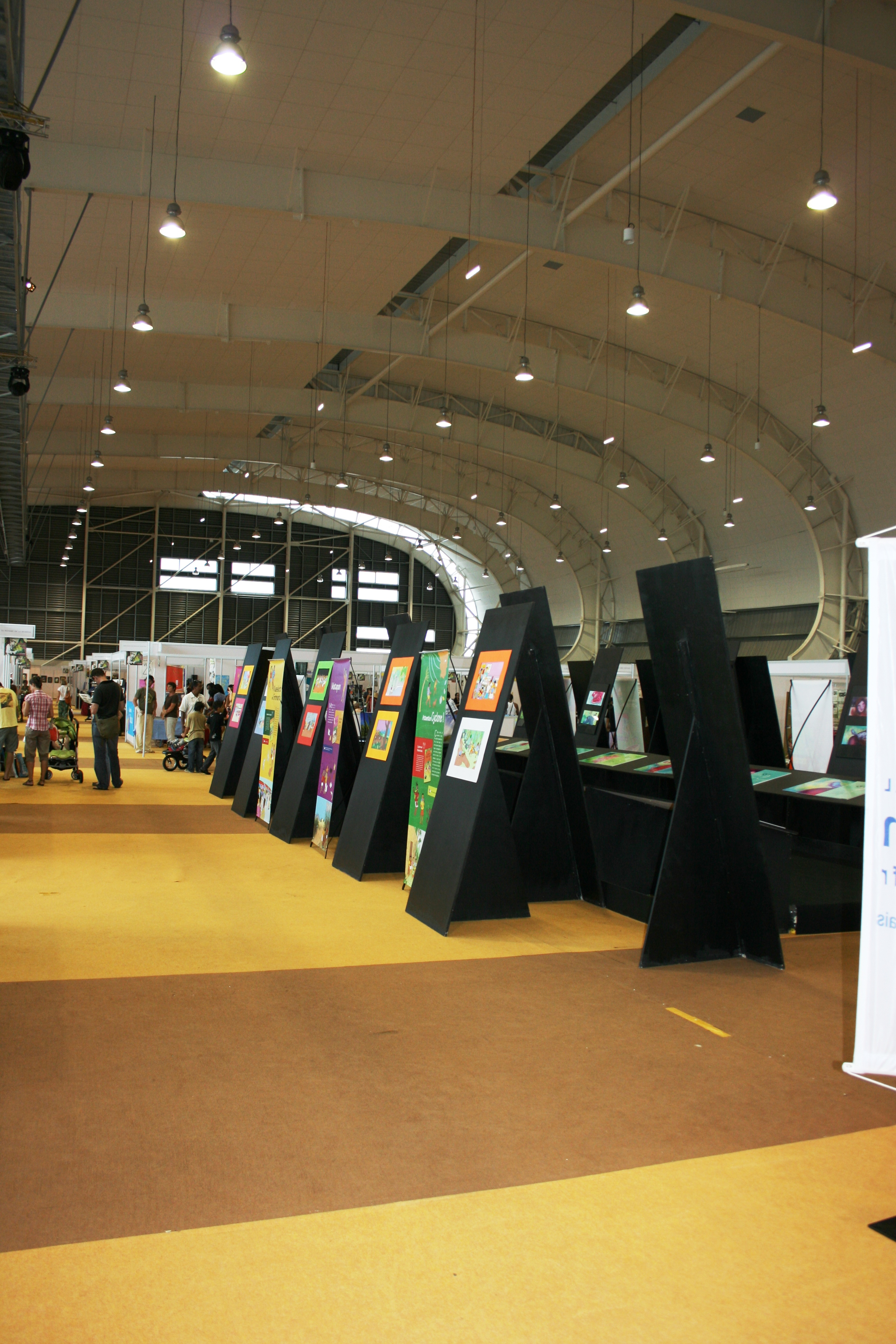
L'intérieur de l'un des bâtiments du parc des expositions et des congrès de Saint-Denis pendant le Festival du livre et de la bande dessinée en 2009.

Le parc des expositions et des congrès de Saint-Denis est un parc des expositions de l'île de La Réunion, département d'outre-mer français dans le sud-ouest de l'océan Indien. Il est situé dans le quartier du Chaudron à Saint-Denis, le chef-lieu. Il accueille des manifestations telles que le Salon de la maison ou le Festival du livre et de la bande dessinée.

## Histoire
- en 1984 1er salon de la maison, géré par l’ADPE (Association Dionysienne de Promotion Économique).
- en 1989 Création des halls A et B, des bureaux, et du restaurant.
- en 1994 Le Hall C succède à la « bulle ».
- en 2003 La Mairie de Saint-Denis transfère à la CINOR la compétence économique.
- en 2004 après mise en concurrence, la Société d'Économie Mixte du Développement du Nord de la Réunion NORDEV succède à l’ADPE dans l’exploitation du Parc des Expositions et des Congrès.